# Lino Selvatico

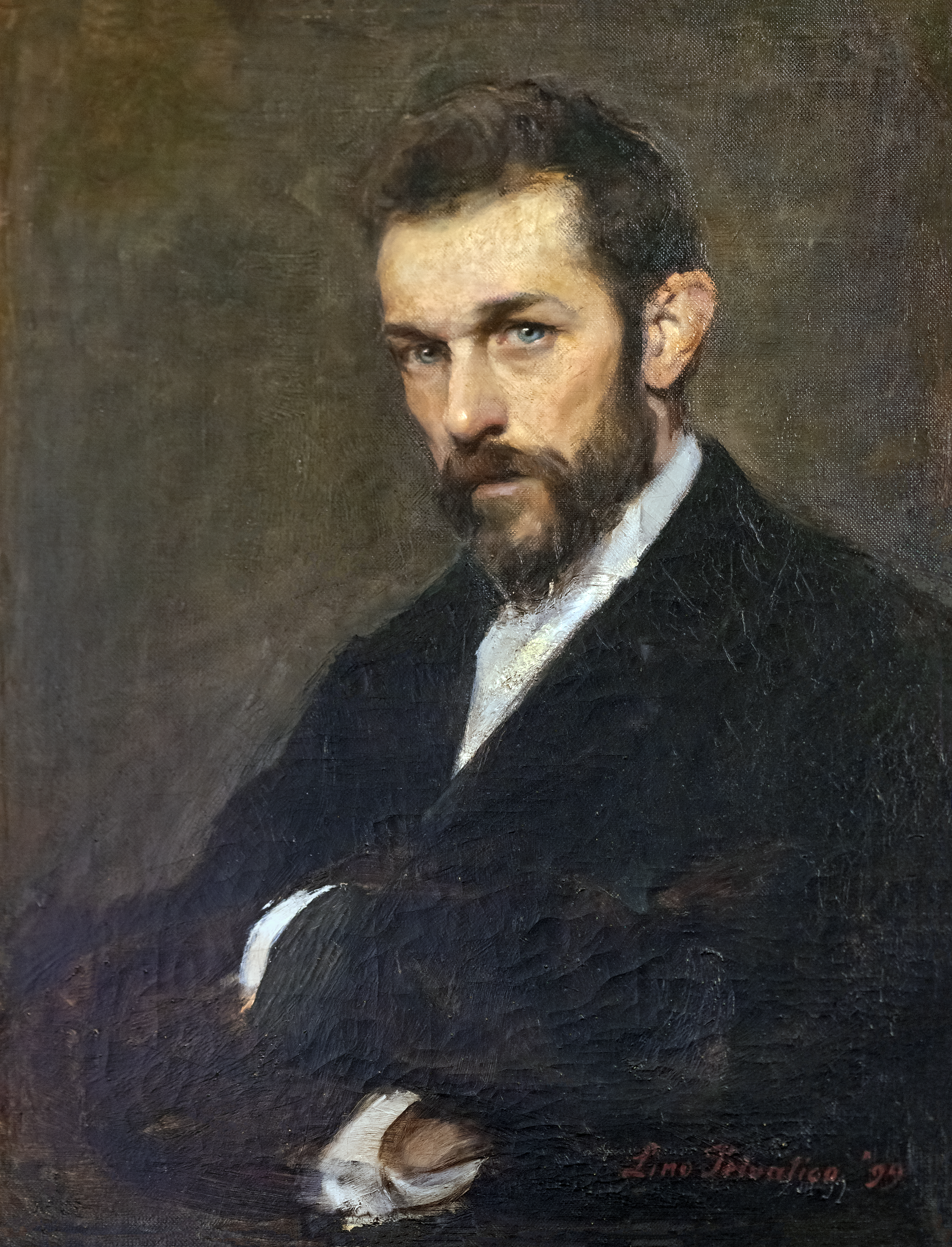
Ritratto di Giovanni Bordiga

Lino Selvatico (Padova, 20 luglio 1872 – Treviso, 25 luglio 1924) è stato un pittore italiano.

## Biografia
Figlio di Riccardo, famoso promotore delle mostre veneziane, fu da lui avviato agli studi giuridici ed anche a quelli artistici, questi ultimi anche sotto la guida di Cesare Laurenti. Presentò il Ritratto del professor G. Bordiga, la sua prima opera,  alla III Internazionale d'Arte veneziana del 1899.
L'arte di Selvatico iniziò sulle orme di due artisti veneziani dell'epoca: Giacomo Favretto e Ettore Tito, ma mentre non seguirà il filone aneddotico del primo, si avvicinerà alla tecnica ritrattistica di Tito, seguendone i modelli mondani ed eleganti, permettendogli così di ottenere un grande successo tra l'aristocrazia e l'alta borghesia veneziana.
Morì all’ospedale di Treviso il 25 luglio 1924 a seguito di un incidente stradale mentre guidava la sua motocicletta.
Partecipò a numerose Internazionali veneziane anche con mostre individuali nel 1912 e nel 1922. Nel 1926, dopo la sua morte, gli fu dedicata un'ampia retrospettiva, con 45 opere.